# Gommen
Gommen est une île norvégienne dans le comté de Hordaland. Elle appartient administrativement à Askøy.

## Géographie
Rocheuse et couverte d'une légère végétation, elle s'étend sur environ 184 m de longueur pour une largeur approximative de 124 m. Elle comporte un bâtiment en son centre. 